# Hydroporus sardomontanus
Hydroporus sardomontanus is een keversoort uit de familie waterroofkevers (Dytiscidae). De wetenschappelijke naam van de soort is voor het eerst geldig gepubliceerd in 2004 door Pederzani, Rocchi & Schizzerotto.